# Rumunská lidová republika
Rumunská lidová republika (rumunsky v letech 1947–1954 Republica Populară Română, 1954–1963 Republica Populară Romînă a od roku 1963, kdy byla udělena výjimka pro slovo România, až do svého zániku opět Republica Populară Română zkratkou RPR) byla socialistickou republikou, která existovala v letech 1947–1965. Vedoucí stranou byla Rumunská dělnická strana. V roce 1955 pomáhala založit Varšavskou smlouvu. V roce 1965 byla transformována na Rumunskou socialistickou republiku.

## Historie
Před koncem druhé světové války, Rumunsko změnilo válčící stranu. Byl svržen režim Iona Antonesca a k moci se dostal Michal I. Rumunský. Prosovětská vláda byla jmenována 6. března 1945. Po druhé světové válce se Sovětský svaz zasadil o začlenění do té doby ilegální komunistické strany v poválečné vládě někdejší Osy Berlín–Řím–Tokio, zatímco nekomunističtí političtí předáci byli soustavně eliminováni z politického života. V roce 1948 vyhrála volby s 93 % hlasů koalice, v níž byli komunisté dominantní. Král Michal I., který hrál velkou roli v převratu, byl donucen abdikovat a opustit zemi 30. prosince 1947, týž den byla vyhlášena Rumunská lidová republika.
V socialistickém Rumunsku vyhrálo boj o moc domácí nacionalistické křídlo v čele Gheorghe-Gheorghiu Dejem, který byl v letech 1952 až 1955 předseda vlády a v letech 1961 až 1965 předsedou státní rady. Gheorghe Gheorghiu-Dej zastával názor, že by měla vládnout strana bez jakýchkoliv zásahů z cizích národů. Jeho učeň a nástupce Nicolae Ceauşescu tento názor sdílel s ním.